# アレガニー石
アレガニー石(Alleghanyite)は、ヒューム石グループの比較的珍しい鉱物で、化学式はMn5(SiO4)2(OH)2である。ネソケイ酸塩鉱物に属する。変成岩マンガン鉱床で産出する。アメリカ合衆国のノースカロライナ州アリゲイニー郡に因んで名付けられた。